# دوايت هارود
دوايت هارود (بالإنجليزية: Dwight Harwood)‏ هو مدرب كرة سلة أمريكي، ولد في 29 أبريل 1892 في بلينويل في الولايات المتحدة، وتوفي في 8 أغسطس 1965 في سولت سانت ماري في الولايات المتحدة.